# Rezoluce Rady bezpečnosti OSN č. 476
Rezoluce Rady bezpečnosti OSN č. 476, kterou Rada bezpečnosti OSN schválila 30. června 1980, uvádí, že „všechny právní a správní opatření a kroky ze strany Izraele, okupační mocnosti, která usilují o změnu charakteru a stavu Svatého města Jeruzaléma, nemají žádnou právní platnost a představují zjevné porušení Čtvrté ženevské úmluvy.“
Rezoluce byla schválena 14 hlasy, nikdo nehlasoval proti. Spojené státy se zdržely hlasování.